# Euphausiidae
Famille
Les Euphausiidae forment une famille de krill (petites crevettes).
La famille des Euphausiidae a été créée par James Dwight Dana (1813-1895) en 1852.

## Liste des genres
Selon World Register of Marine Species (4 novembre 2020) :
- genre Boreophausia
- genre Cyrtopia
- genre Euphausia Dana, 1850, communément appelé krill antarctique
- genre Meganyctiphanes Holt & Tattersall, 1905, ou krill arctique
- genre Nematobrachion Calman, 1905
- genre Nematodactylus
- genre Nematoscelis G.O. Sars, 1883
- genre Nyctiphanes Sars, 1883
- genre Parathysanopoda
- genre Pseudeuphausia Hansen, 1910
- genre Rhoda
- genre Stylocheiron G.O. Sars, 1883
- genre Tessarabrachion Hansen, 1911
- genre Thysanoessa Brandt, 1851
- genre Thysanopoda Milne Edwards, 1830

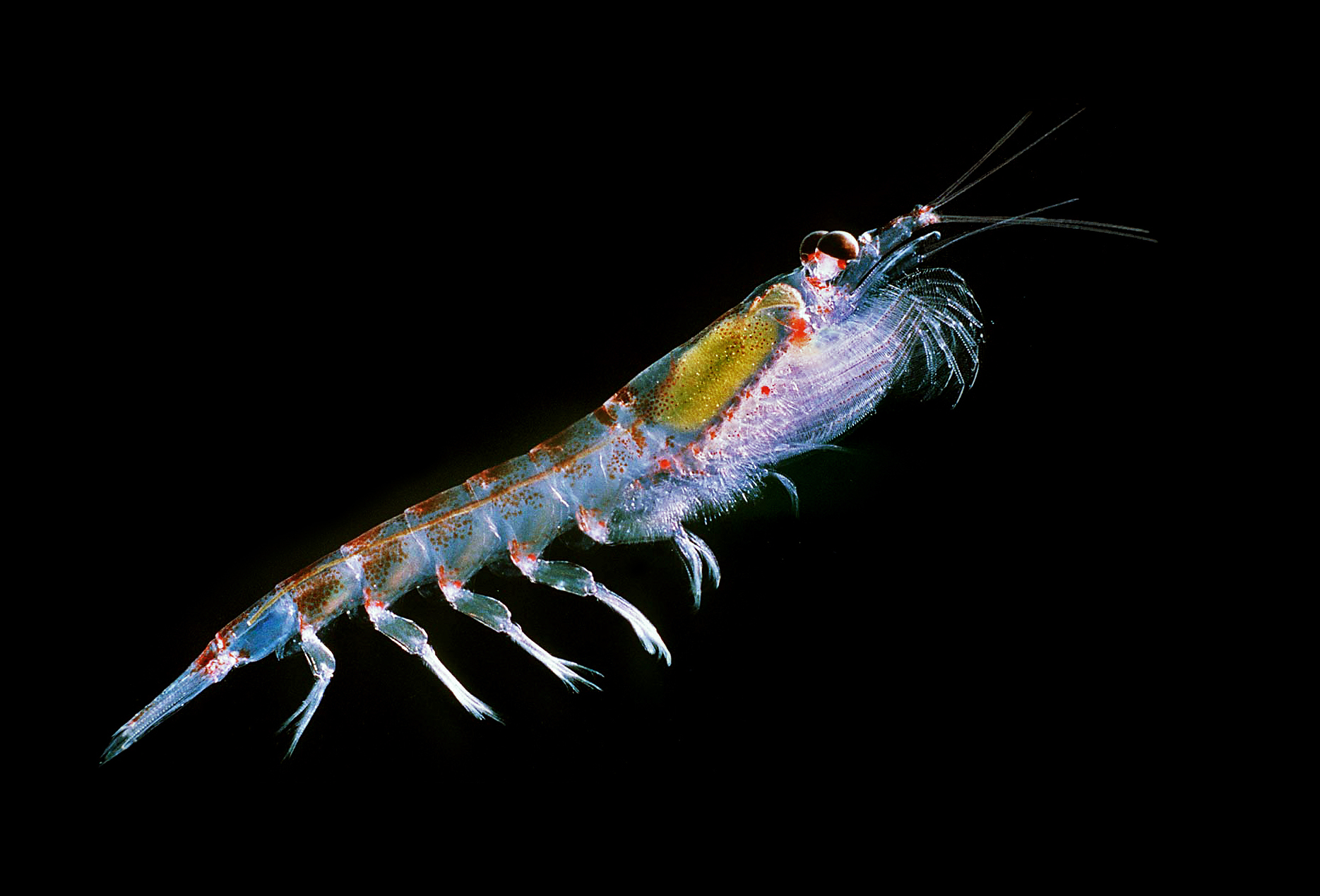
Euphausia superba
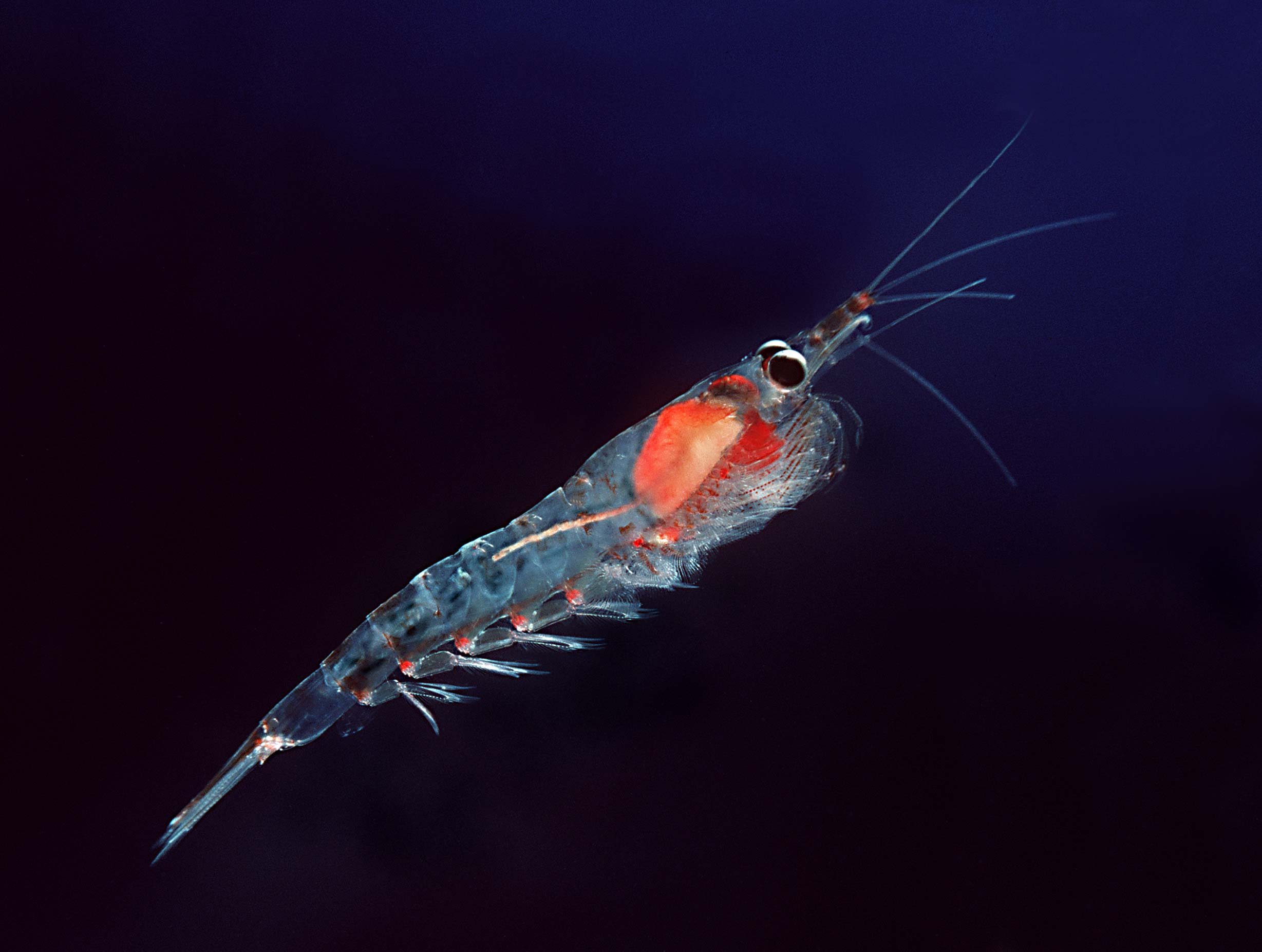
Meganyctiphanes norvegica
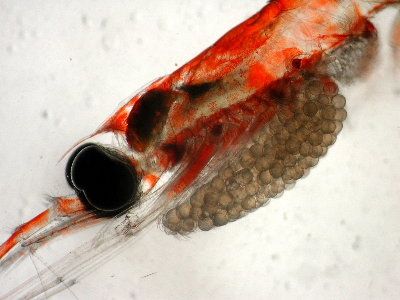
Nematoscelis difficilis
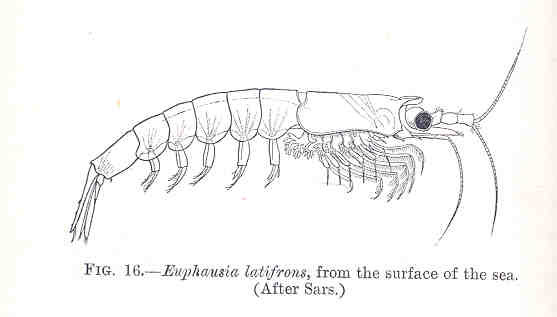
Pseudeuphausia latifrons
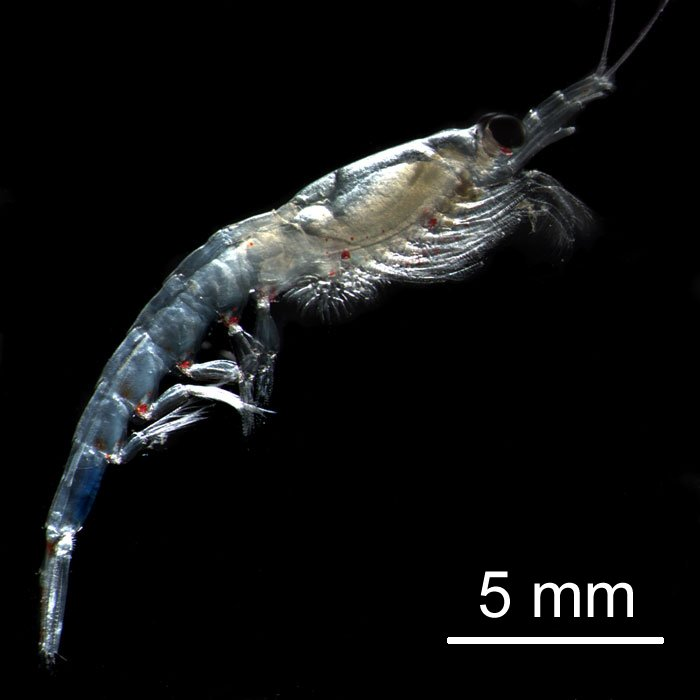
Thysanoessa raschii
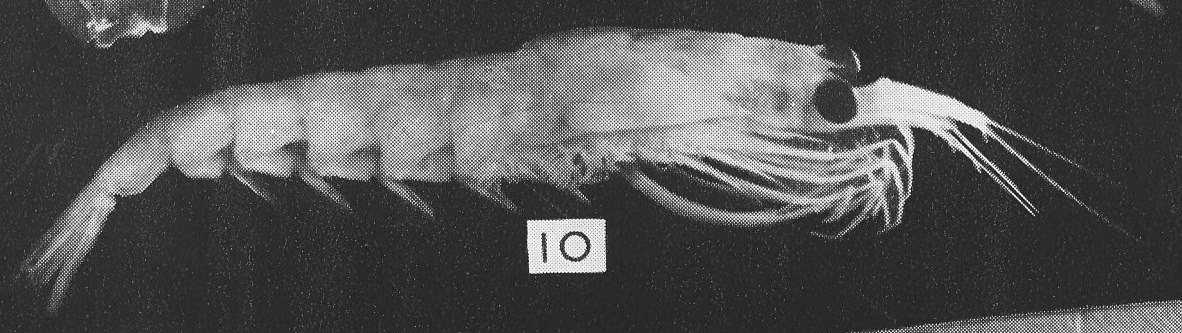
Nyctiphanes australis